# Park w Postolinie

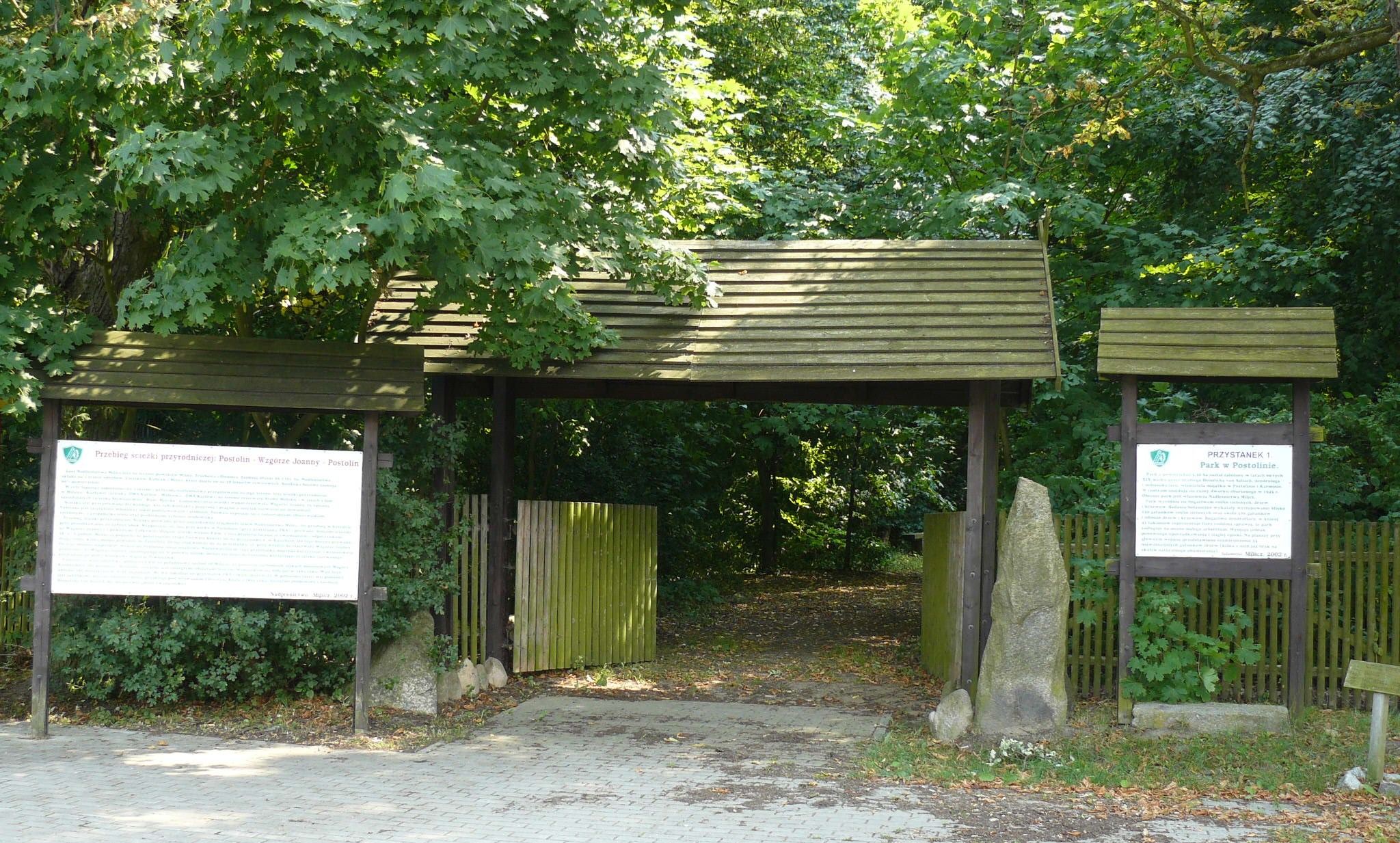
Brama wejściowa

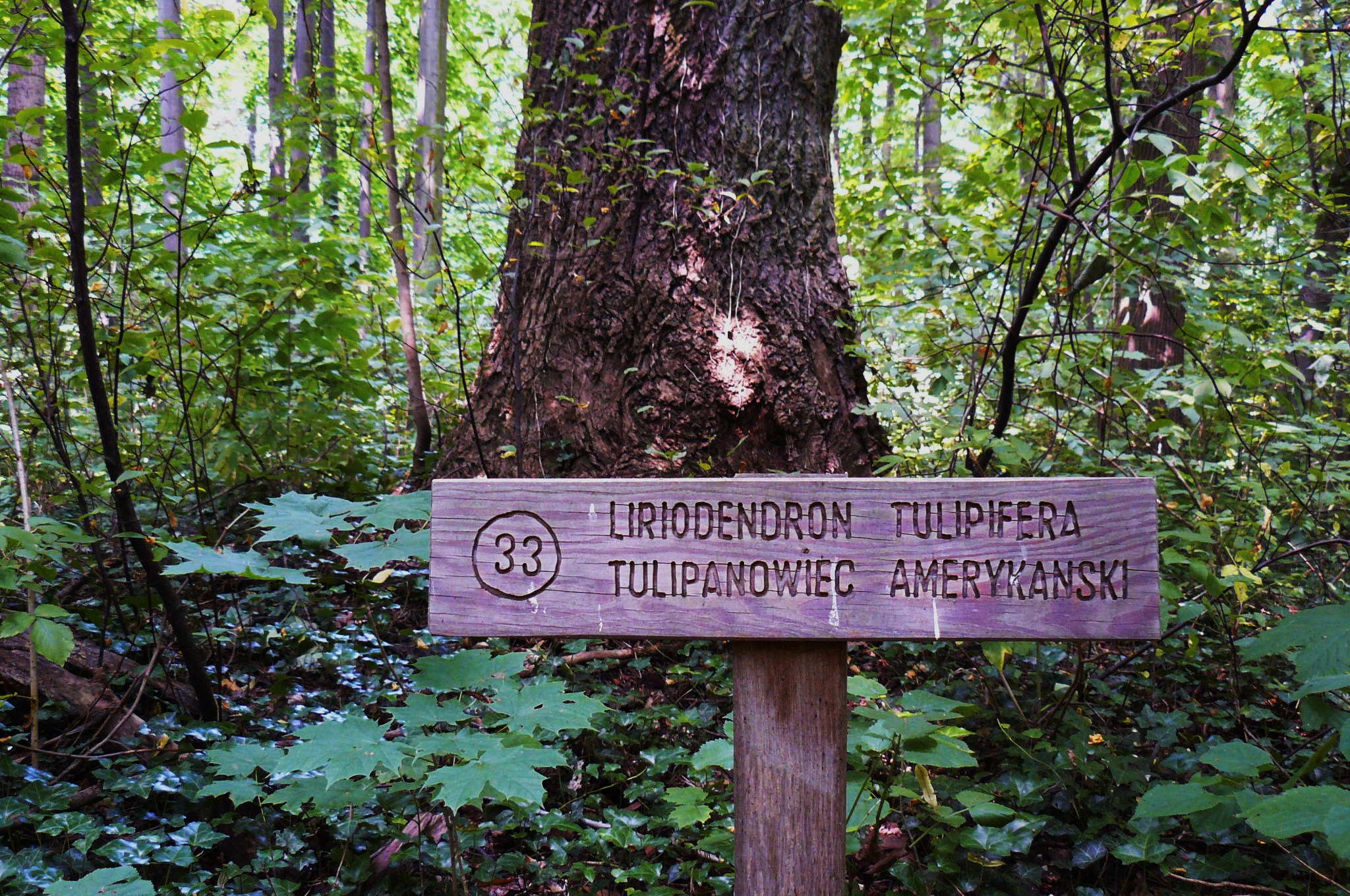
Tabliczka botaniczna

Parku w Postolinie – park przypałacowy zlokalizowany w Postolinie w gminie Milicz.

## Historia
Park o powierzchni 5,20 ha założył w latach 60. XIX wieku hrabia Heinrich von Salisch, właściciel lokalnych majątków Postolin i Karmin. Był on dendrologiem i miłośnikiem leśnictwa. Bogactwo drzew nasadzonych w obrębie założenia powoduje, że park bywa nazywany arboretum. W 1945 pałac w centrum parku został zniszczony, pozostały jedynie skromne ruiny. Sam park jest obecnie własnością Nadleśnictwa Milicz.
Na terenie założenia rośnie ponad sto gatunków i odmian drzew i krzewów, z których 40 to gatunki obce, naturalnie nie występujące w polskiej florze. Kilka nowych gatunków zasadzono w początku lat 90. XX wieku.

## Roślinność
Drzewa oznaczone są tablicami z numeracją. Najciekawsze egzemplarze zgromadzone w parku to: cis pospolity, jodła kaukaska, jodła olbrzymia, jodła jednobarwna, daglezja zielona (najwyższe drzewo w parku - 35 m), choina kanadyjska, świerk kaukaski, świerk kłujący, sosna limba, sosna czarna, cypryśnik błotny, cyprysik groszkowy (odmiana szpilkowa), cyprysik groszkowy (odmiana pierzasta), cyprysik Lawsona, cyprysik Lawsona (odmiana złocistożółta), wierzba biała, orzech czarny, olsza czarna (w tym najgrubsza w całej dolinie Baryczy), buk zwyczajny w odmianach: purpurowej, powcinanej i wielkozębnej, dąb szypułkowy (liczne okazy pomnikowe), dąb szypułkowy (forma stożkowa), grujecznik japoński, magnolia drzewiasta, tulipanowiec amerykański, platan klonolistny, jarząb brekinia, kłęk amerykański, klon jawor w odmianie purpurowej i czerwonoowocowej, klon polny, klon srebrzysty, klon czerwony, kasztanowiec zwyczajny (odmiana pełnokwiatowa), lipa szerokolistna (forma strzępolistna), lipa krymska, lipa holenderska, lipa amerykańska.
W podszycie i runie rosną m.in.: śnieżyczka przebiśnieg, śnieżyca wiosenna, kokorycz pusta, zawilec gajowy, bez czarny, jaśminowiec, kruszyna, suchodrzew pospolity, głóg, bluszcz pospolity i dereń. Z ptaków zaobserwować można m.in. takie gatunki jak: zięba, szpak, bogatka, modraszka, kowalik, rudzik i kos.

## Turystyka
Przez teren parku prowadzi ścieżka dydaktyczna: Postolin – Wzgórze Joanny – Postolin.